# Giuliana Salce
Pour les articles homonymes, voir Salce (homonymie).
Giuliana Salce (née le 16 juin 1955 à Ostie, une frazione de la ville de Rome, dans le Latium) est une ancienne athlète italienne spécialiste de la marche athlétique.

## Palmarès

### Championnats du monde d'athlétisme en salle
- Championnats du monde d'athlétisme en salle 1985 à Paris,  France
  -  Médaille d'or sur 3 km marche
- Championnats du monde d'athlétisme en salle 1987 à Indianapolis,  États-Unis
  -  Médaille d'argent sur 3 km marche

### Championnats d'Europe d'athlétisme en salle
- Championnats d'Europe d'athlétisme en salle 1987 à Athènes,  Grèce
  -  Médaille d'argent sur 3 km marche